# ائتلاف الإشارة الضوئية

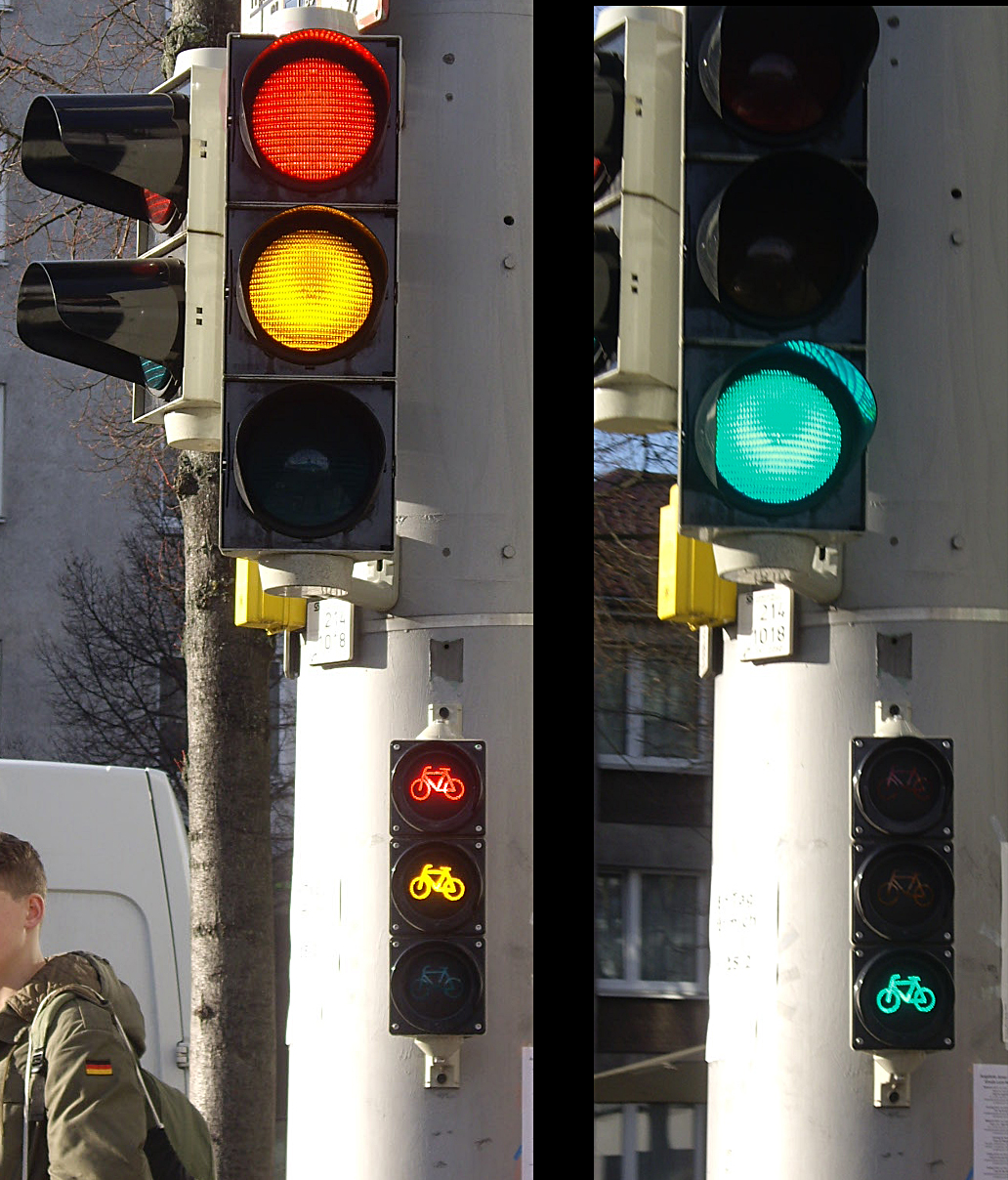
إشارة ضوئية في كاسل

ائتلاف الإشارة الضوئية هو مصطلح ناشئ في السياسة الألمانية حيث يصف الحكومة الائتلافية بين الحزب الديمقراطي الاجتماعي الألماني (SPD) والحزب الديمقراطي الحر (FDP) وحزب الخضر الألماني. وقد نشأ من حقيقة أن الألوان التقليدية للأحزاب، الأحمر والأصفر والأخضر على التوالي، تشبه تسلسل اللون العادي في الإشارة الضوئية. وكان يُستخدم بعد ذلك لوصف تحالفات مماثلة بين الديمقراطيين الاشتراكيين والليبراليين والخضر في بلدان أخرى.

## معلومات تاريخية
إن عبارة «ائتلاف الإشارة الضوئية» هي ترجمة مباشرة للكلمة الألمانية Ampelkoalition.
وعلى مستوى الولاية كان هناك ائتلافان يحملان اسم الإشارة الضوئية في ألمانيا: في براندنبورغ بين عامي 1990 و1994 وفي ولاية بريمن بين عامي 1991 و1995. ولم تكن المفاوضات لتشكيل مثل هذا الائتلاف في برلين عام 2001 ناجحة.
ومع ذلك، على المستوى الفدرالي لم يتم تشكيل أي حكومة على هذا الأساس حتى الآن. تاريخيًا، كانت هناك تحالفات «الحمر والخضر» في بوندستاغ بين الحزب الديمقراطي الاجتماعي وحزب الخضر، والتحالفات الاجتماعية الليبرالية بين الحزب الديمقراطي الاجتماعي والحزب الديمقراطي الحر. ومع ذلك، بينما قد تكون هناك أرضية مشتركة من حيث التقدمية الاجتماعية بين الأحزاب الثلاثة، إلا أن الليبرالية الاقتصادية للحزب الديمقراطي الحر والعلاقة الطويلة على المستوى الفدرالي مع الاتحاد الديمقراطي المسيحي المحافظ (CDU) يجعل مثل هذا التحالف إشكاليًا في الوقت الحاضر وكان الحزب الديمقراطي الحر خاصة قد استبعد هذا الخيار لانتخابات 2009
أصبح المصطلح يستخدم على نطاق واسع خارج ألمانيا عندما أدت الانتخابات الفدرالية لعام 2005 غير الحاسمة إلى استخدامه في وسائل الإعلام الدولية. وتمت صياغة المصطلح ائتلاف جامايكا بطريقة مماثلة، واصفًا الائتلاف الافتراضي بين الاتحاد الديمقراطي المسيحي والحزب الديمقراطي الحر والخضر.
في شليسفيغ هولشتاين تمت صياغة مصطلح «الإشارة الضوئية الدنماركية» (Dänen-Ampel) بعد انتخابات الولاية عام 2012، وصاغه الحزب الديمقراطي الاجتماعي والخضر واتحاد الناخبين بجنوب شليسفيغ، وهو حزب أصغر يهدف إلى تمثيل الأقلية الدنماركية والفريزية في الولاية.

## ائتلافات الإشارة الضوئية في البلدان الأخرى

### النمسا
في النمسا تمت استعارة المصطلح Ampelkoalition من الألمانية لوصف الائتلاف النظري للحزب الديمقراطي الاجتماعي النمساوي (SPÖ) والمنتدى الليبرالي (LiF) والخضر. ومع ذلك، لأنه في ذلك الوقت كان لون حزب المنتدى الليبرالي هو الأزرق الفاتح (اللبني)، فهذ إشارة إلى التشابه السياسي بين هذا الائتلاف وائتلاف الإشارة الضوئية الألماني بدلًا من الألوان الرمزية الفعلية للحزب. وبينما خسر المنتدى الليبرالي تمثيله البرلماني في الانتخابات النمساوية عام 1999 يظل هذا التحالف نظريًا للغاية؛ ومع ذلك لون حزبه في الوقت الحالي هو الأصفر.

### المملكة المتحدة
في المملكة المتحدة كان هذا المصطلح يُستخدم لوصف ائتلاف بين حزب العمال والديمقراطيون الليبراليون وحزب الخضر لإنجلترا وويلز، وخاصة ذلك الذي يدير حاليًا مجلس منطقة مدينة لانكستر. وفي اسكتلندا، نوقشت فكرة ائتلاف مشابه في البرلمان الإسكتلندي ينطوي على حزبي العمال والديمقراطيين الليبراليين مع حزب الخضر الإسكتلندي وذلك بعد الانتخابات البرلمانية الاسكتلندية عام 2003. Iوفي ذلك العام، استمر حزبا العمال والديمقراطيين الليبراليين في تحالفهما مع الأغلبية الضعيفة، ومرة أخرى كان الموقف المعلن للخضر الاسكتلنديين هو الهدف في تشكيل مثل هذا الائتلاف عام 2007، على الرغم من التوتر المحتمل بين العمل النقابي وحزب الديمقراطيين الليبراليين والخضر الاسكتلنديين المؤيدين للاستقلال. ومع ذلك، انهار دعم الخضر في انتخابات البرلمان الإسكتلندي عام 2007 مما جعل الخضر غير عمليين كشريك في الائتلاف، بالرغم من دعمهم لانتخابات أليكس سالموند عندما ترشح لمنصب وزير أول.
كما هو الحال مع نظرائهم الألمان، كانت ألوان حزب العمال والديمقراطيين الليبراليين والخضر هي الأحمر والأصفر والأخضر على التوالي. ومن حيث المواقف السياسية للحزب، قد يكون الائتلاف الأحمر والأصفر والأخضر أكثر وجودًا في المملكة المتحدة مما هو عليه في ألمانيا، حيث يناسب الديمقراطيين الليبراليين الديمقراطية الاجتماعية، أو على الأقل الليبرالية الاجتماعية، مشكّلين حزبهم السابق الحزب الديمقراطي الاجتماعي مع عملهم مع حزب العمال في الإدارتين الاسكتلنديتين الأخيرتين. ومع ذلك، اقترن النظام الانتخابي الفوز للأكثر أصواتًا، الذي يطبق على الانتخابات العامة والعديد من الانتخابات المحلية في المملكة المتحدة، مع الخضر في امتلاك عضو برلمان واحد فقط، وهو ما يعني أن ائتلاف الإشارة الضوئية مستبعد جدًا في وستمنستر في المستقبل المنظور. وعلى الرغم من استمرار الأحزاب الثلاثة في حكم لانكستر، اقتُرح تشكيل ائتلاف مماثل من قبل البعض في برايتون وهوف بعدما تسببت أحد الانتخابات الفرعية في فقدان المحافظين سيطرة أغلبيتهم. ولكن تم رفض هذا الأمر بسبب أنه محكوم عليه بالفشل بسبب الهامش الضئيل لحزب المحافظين والمخاوف بشأن استقرار الائتلاف.